# Baeksang Arts Award

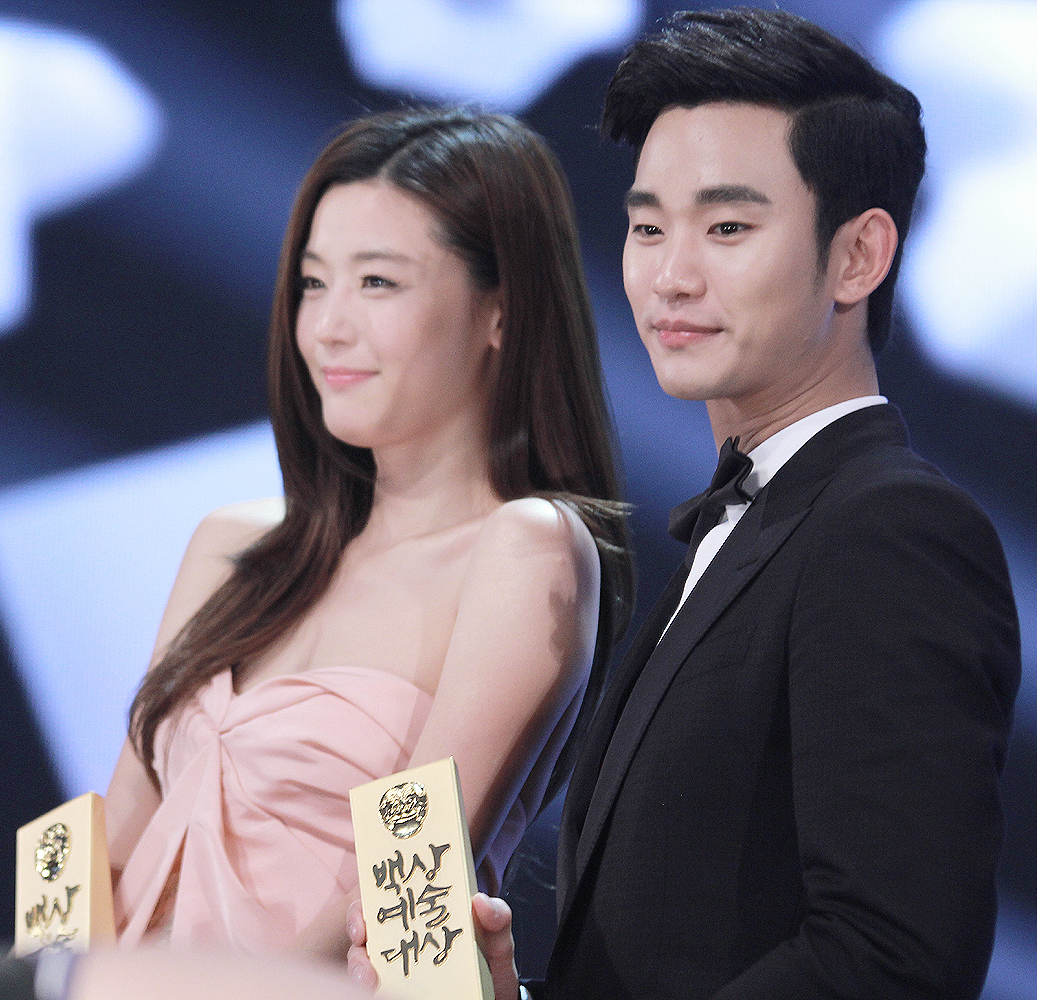
Jun Ji-hyun e Kim Soo-hyun in posa con il Baeksang Arts Award vinto nel 2014

Il Baeksang Arts Award (백상예술대상?, Baeksang yesul daesangLR), noto anche come Paeksang Arts Award, è un premio sudcoreano assegnato annualmente alle opere e alle figure professionali che si sono maggiormente distinte nel cinema, nella televisione, e nel teatro. È stato istituito nel 1965 e la cerimonia di premiazione, che si svolge solitamente in primavera a Seul, è organizzata dalla IS PLUS Corp. che è la società editrice del quotidiano Ilgan Sports. 
È uno dei principali riconoscimenti artistici della Corea del Sud, insieme ai premi cinematografici Blue Dragon Film Award e Grand Bell Award. Il premio più importante consegnato durante la cerimonia è il Daesang (Gran Premio) e può essere assegnato a un'opera o singola persona, che in questo caso non può concorrere per gli altri premi principali in caso di candidatura concomitante.

## Storia
Il premio è stato creato nel 1965 da Chang Key-young, fondatore del quotidiano Hankook Ilbo, e prende nome dallo pseudonimo "Baeksang" da lui utilizzato. Inizialmente, dal 1965 fino al 1973, venivano assegnati solamente i premi cinematografici e quelli teatrali.